# جون ستيفنز (لاعب كريكت)
جون ستيفنز (22 فبراير 1948 في أستراليا - ) (بالإنجليزية: John Stevens)‏ هو لاعب كريكت أسترالي.

## وصلات خارجية
- جون ستيفنز (لاعب كريكت) على موقع إي آس بي آن كريك إنفو (الإنجليزية)